# Jorge Monge
Jorge Hernán Monge Mora, conocido como Cuty, (Desamparados, 14 de febrero de 1938-28 de noviembre de 2019) fue un futbolista costarricense. Se le recuerda por poseer el récord de mayor número de anotaciones en un solo encuentro en la Primera División de Costa Rica; ya que le anotó 6 tantos al equipo del Club Sport La Libertad, actuando para el Deportivo Saprissa en 1958. Además de ser pieza fundamental en el histórico equipo de los Chaparritos de Oro de la selección de Costa Rica en las décadas de 1950 y de 1960. Falleció a la edad de 81 años.

## Trayectoria
Ingresó a los infantiles de Saprissa en 1951, y contribuyó para la consecución del campeonato de ese año. También fue el año de su primer partido internacional ante los Pipiles de El Salvador. En este, celebrado el 25 de diciembre, donde anotó 3 goles para completar el marcador final de 5 a 1, a favor del equipo costarricense.
Con tan solo 15 años, en 1953, Cuty se convirtió en uno de los jugadores más jóvenes en llegar a la Primera División, gracias al llamado que le hiciera el técnico Pachico García, del cuadro morado, en virtud de la necesidad de reforzar al equipo, ya que los saprissistas aportaban la mayoría de los jugadores de la Selección Nacional.
A partir de ese momento dio inicio una carrera de 15 años con la Divisa Morada, que lo llevarían a ser considerado como uno de los mejores centros delanteros que ha tenido el fútbol costarricense, y que lo ubica entre los máximos anotadores del balompié nacional.
En su amplio historial de éxitos, Cuty cuenta con 6 Campeonatos Nacionales en : 1953,1957, 1962, 1964, 1965 y 1967 y 6 Subcampeonatos en :1955, 1958, 1959, 1961, 1963 y 1966. Posee el récord, aún vigente, del mayor número de anotaciones en un solo encuentro; ya que el 18 de mayo de 1958, anotó 6 de los 7 tantos con que el Deportivo Saprissa le ganó al equipo del Club Sport La Libertad.
Además fue partícipe de la mayor goleada que registra el Saprissa en su historia. Este hecho tuvo lugar el 2 de noviembre de 1955, en encuentro disputado frente a la Unión Deportiva Moravia. El marcador fue de 10 goles a 0, de los cuales Cuty anotó 5.
Durante el Campeonato de 1962, este gran jugador se llevó el título de Campeón Goleador. Por haber anotado 12 tantos. Fue también declarado como el mejor centrodelantero de la década de 1950-1959, mediante una encuesta hecha por el periódico La Nación a un grupo de exfutbolistas, técnicos, dirigentes, periodistas y atletas.
Se retiró de las canchas después de haber conseguido el Campeonato de 1967 a raíz de un accidente automovilístico que le produjo varias lesiones.

## Estadio Jorge "Cuty" Monge
Como un merecido reconocimiento a todos sus logros deportivos, en el año de 1997 y, con ocasión de los Juegos Deportivos Nacionales Desamparados 97', se bautizó el Estadio de Fútbol ubicado en la Villa Olímpica José Figueres Ferrer, con el nombre de “Estadio Jorge Hernán "Cuty" Monge.
Además ingresó a la Galería Costarricense del Deporte el día jueves 18 de diciembre de 2003.

## Selección nacional
Integró la Selección Nacional de 1955 a 1961, y llegó a conseguir 23 goles en 27 partidos.
Fue parte del histórico equipo conocido como Los Chaparritos de Oro, durante el II Campeonato Panamericano de Fútbol de México en 1956, donde Costa Rica obtiene la medalla de bronce en este torneo donde intervienen las mejores Selecciones Nacionales del continente, tales como: Argentina, Chile, Brasil, Perú y México.
Pero además, Cuty Monge es destacado como el mejor jugador de Costa Rica y a su vez, se le incluye, por parte de la prensa mexicana, dentro del Equipo Ideal, como el mejor interior izquierdo, conjuntamente con Catato Cordero, como el mejor defensa central.
Participó con el representativo patrio en el VII Campeonato Centroamericano y del Caribe de Fútbol en Honduras 1955, y en el IX Campeonato en La Habana, Cuba (1960), los cuales son ganados por Costa Rica en forma invicta. Así mismo integra el equipo que le gana, por primera vez a Brasil, en 1960, con marcador final de 3 goles a 0.

### Participaciones internacionales
| Competición                                            | Sede     | Resultado    |
| ------------------------------------------------------ | -------- | ------------ |
| Campeonato Centroamericano y del Caribe de Fútbol 1955 | Honduras | Campeón      |
| Campeonato Panamericano de Fútbol 1956                 | México   | Tercer lugar |
| Campeonato Centroamericano y del Caribe de Fútbol 1960 | Cuba     | Campeón      |

## Palmarés

### Títulos nacionales
| Título               | Club               | País       | Año  |
| -------------------- | ------------------ | ---------- | ---- |
| Primera División     | Deportivo Saprissa | Costa Rica | 1953 |
| Primera División     | Deportivo Saprissa | Costa Rica | 1957 |
| Torneo de Copa       | Deportivo Saprissa | Costa Rica | 1960 |
| Primera División     | Deportivo Saprissa | Costa Rica | 1962 |
| Torneo de Copa       | Deportivo Saprissa | Costa Rica | 1963 |
| Campeón de Campeones | Deportivo Saprissa | Costa Rica | 1963 |
| Primera División     | Deportivo Saprissa | Costa Rica | 1964 |
| Primera División     | Deportivo Saprissa | Costa Rica | 1965 |
| Primera División     | Deportivo Saprissa | Costa Rica | 1967 |